# Coronophora gregaria
Coronophora gregaria är en svampart som först beskrevs av Marie Anne Libert, och fick sitt nu gällande namn av Karl Wilhelm Gottlieb Leopold Fuckel 1870. Coronophora gregaria ingår i släktet Coronophora och familjen Nitschkiaceae.  Arten är reproducerande i Sverige. Inga underarter finns listade i Catalogue of Life.